# Diagramme de constellation
Un diagramme de constellation est la représentation d'un signal modulé par une modulation numérique comme la modulation d'amplitude en quadrature (QAM) ou la modulation par sauts de phase (PSK). La représentation se situe dans un diagramme bi-dimensionnel dont les axes délimitent le plan complexe aux instants d'échantillonnage des symboles. Les points dans le plan complexe sont les images des symboles présents à cet instant donné résultant de la modulation.
Les diagrammes de constellation peuvent être utilisés pour identifier le type des interférences ou de la distorsion dans un signal.

Un diagramme de constellation de 8-PSK.

Représenter un symbole comme un nombre complexe permet d'en extraire les parties réelles (cosinus) et imaginaires (sinus). Un symbole peut donc être transmis en modulant deux porteuses de même fréquence avec ces composantes. On les appelle alors porteuses en quadrature. Un détecteur cohérent est capable de démoduler séparément ces composantes. Le principe qui consiste à moduler indépendamment deux porteuses constitue la base de la modulation en quadrature. En phase-shift keying la phase du symbole modulant est la phase de la porteuse elle-même.
Les deux composantes d'un symbole pris comme un nombre complexe peuvent être visualisées dans un système de coordonnées avec comme abscisse la composante réelle (axe des I, ou « en-phase ») et comme ordonnée la composante imaginaire (axe des Q, ou « en quadrature »). Afficher l'ensemble des symboles à un instant donné dans ce système de coordonnées constitue le diagramme de constellation. Les points dans un diagramme de constellation sont appelés points de constellation. Ils constituent un ensemble de symboles de modulation parmi l'alphabet des symboles.
Un diagramme des positions idéales pour un type de modulation donné peut aussi être appelé diagramme de constellation. C'est une image de la modulation elle-même. L'exemple présenté ici est pour une modulation 8-PSK (avec l'utilisation d'un code de Gray).

## Interprétation

Un diagramme de constellation de 16-QAM rectangulaire.

À la réception le démodulateur examine les symboles reçus. Ces symboles peuvent avoir été perturbés par le canal ou le récepteur lui-même (bruit blanc gaussien additif, distorsion, bruit de phase, interférences). Il estime alors le point le plus proche (au sens de Distance euclidienne) du diagramme de constellation qui correspond au symbole reçu. Une erreur de symbole apparaitra si les perturbations font qu'il se rapproche d'un autre point du diagramme.
Ce processus est appelé détection par utilisation du maximum de vraisemblance. Le diagramme de constellation permet de visualiser aisément ce processus. Si le symbole reçu est un point arbitrairement choisi dans le système de coordonnées I-Q la décision peut être prise en regardant le point du diagramme idéal qui s'en rapproche le plus.
En analysant la qualité du signal reçu le diagramme de constellation permet de mettre en évidence les différents types de distorsion, par exemple :
- bruit gaussien : les points de la constellation forment un halo ;
- des interférences mono fréquence non cohérentes apparaissent comme des cercles à la place des points ;
- le bruit de phase se caractérise par un diagramme en rotation autour de l'origine ;
- la compression du signal (réduction de l'excursion d'amplitude) se traduit par les coins du diagramme qui se rapprochent du centre (le diagramme s'arrondit).

Le diagramme de constellation permet de visualiser des phénomènes similaires à ce qui peut être vu grâce au diagramme de l'œil dans le cas d'un signal mono-dimensionnel. Le diagramme de l'œil peut bien sûr être utilisé dans le cas des modulations complexes mais pour mesurer d'autres grandeurs (la gigue temporelle par exemple) ou bien voir le signal global résultant de la modulation.